# カタリナ・コスタ
カタリナ・マルティンス・デ・メスキータ・パイヴァ・コスタ（Catarina Martins de Mesquita Paiva Costa 1996年9月21日- ）はポルトガルのコインブラ出身の柔道選手。階級は48kg級。身長154cm。

## 経歴
2014年の世界ジュニア48kg級で5位になった。2017年からヨーロッパ大学選手権で3連覇を果たした。2018年の世界選手権では5位となった。2019年のグランドスラム・ブラジリアでIJFワールド柔道ツアー初優勝を果たした。2021年7月に日本武道館で開催された東京オリンピックでは準々決勝でウクライナのダリア・ビロディドに敗れると、その後の3位決定戦でもモンゴルのムンフバット・ウランツェツェグに敗れて5位にとどまった。2024年のパリオリンピックでは2回戦で敗れた。
IJF世界ランキングは3460ポイント獲得で7位(25/3/17現在)。

## 主な戦績
- 2014年 - 世界ジュニア　5位
- 2017年 - ヨーロッパ大学選手権　優勝
- 2018年 - ヨーロッパ大学選手権　優勝
- 2018年 - 世界選手権　5位
- 2018年 - グランプリ・カンクン　2位
- 2019年 - グランドスラム・デュッセルドルフ　3位
- 2019年 - グランドスラム・バクー　3位
- 2019年 - グランプリ・モントリオール　2位
- 2019年 - ヨーロッパ大学選手権　優勝
- 2019年 - グランドスラム・ブラジリア　優勝
- 2019年 - グランドスラム・アブダビ　3位
- 2021年 - ワールドマスターズ　5位
- 2021年 - 東京オリンピック　5位
- 2021年 -　グランドスラム・アブダビ 3位
- 2022年 -　グランプリ・アルマダ 優勝
- 2022年 -　ヨーロッパ選手権　2位
- 2022年 -　ワールドマスターズ　3位
- 2023年 -　グランドスラム・タシケント　2位
- 2023年 -　グランドスラム・ウランバートル　3位
- 2023年 -　グランドスラム・アブダビ　5位
- 2023年 - ヨーロッパ選手権 2位
- 2023年 -　グランドスラム・東京　3位
- 2024年 -　ヨーロッパ選手権 3位
- 2024年 - 世界選手権　5位
- 2025年 - ヨーロッパ選手権　3位

(出典)